# Forrestina Elizabeth Ross
Forrestina Elizabeth Ross (geboren am 23. Juni 1860 in Brixton, Surrey, England; gestorben am 29. März 1936 in Wellington, Neuseeland) war eine neuseeländische Journalistin, Lehrerin und aktive Bergsteigerin.

## Leben
Forrestina Elizabeth Ross, oft kurz Forrest Ross, wurde als Forrestina Elizabeth Grant 1860 als Tochter des Ehepaares George Grant und Forrestina Hay in England geboren. Im Dezember 1870 zogen die Eltern mit ihren sieben Kindern nach Dunedin in Neuseeland. Ross besuchte dort die Otago Girls’ High School, wo sie später nebst der Tokomairiro High School und der Normal School unterrichtete. Zudem besuchte sie die University of Otago. Ihre Tätigkeit als Lehrerin gab sie 1890 nach ihrer Heirat mit Malcolm Ross auf. Im selben Jahr kam ihr gemeinsamer Sohn Noel zur Welt.
In den Flitterwochen begab sich das Paar gemeinsam ans Bergsteigen. Forrestina widmete sich nicht den höchsten Gipfel, bestieg aber beispielsweise den 2810 m hohen Hochstetter Dome. Gemeinsam mit ihrem Mann schrieb, bebilderte und veröffentlichte sie Broschüren, die zur Popularität des Bergsteigens beitragen sollten und als Vorläufer des Fotojournalismus gesehen werden. Sie wurde zudem das erste weibliche Mitglied des New Zealand Alpine Club, den ihr Ehemann mitbegründete. Ihr zu Ehren ist der Forrest Ross Glacier in der Südostflanke von Glacier und Douglas Peak benannt.
Nach ihrem Umzug nach Wellington 1897 arbeitete sie für verschiedene Zeitungen, darunter die Evening Post, als Politikjournalistin. Ab 1910 reiste sie durch Europa und arbeitete dort weiterhin als Journalistin und Autorin. 1913 veröffentlichte sie ihr Werk Round the world with a fountain pen. Sie kehrte kurz nach Neuseeland zurück, kam aber 1915 erneut nach London. Ihr Sohn Noel folgte ihr dorthin und schrieb für The Times. Nach dem unerwarteten Tod Noels kehrte Forrest Ross 1919 nach Neuseeland zurück. Das Ehepaar gab das Werk Noel Ross and his work heraus. 1936 starb Forrest Ross in Wellington.